# Bentyra taiwanella
Bentyra taiwanella är en stekelart som först beskrevs av Tohru Uchida 1932.  Bentyra taiwanella ingår i släktet Bentyra och familjen brokparasitsteklar. Inga underarter finns listade.